# Ahčin
Ahčin je priimek v Sloveniji, ki ga je po podatkih Statističnega urada Republike Slovenije na dan 1. januarja 2010 uporabljalo 296 oseb in je med vsemi priimki po pogostosti uporabe uvrščen na 1.327. mesto. 

## Znani nosilci priimka
- Davorina Drolc Ahčin, arhitektka
- France Ahčin (1919–1989), kipar (argentinsko-slovenski)
- Gregor Ahčin (1929–2005), prvi slovenski kiropraktik, maser športnikov
- Ivan Ahčin (1897–1960), teolog, sociolog, publicist
- Jana Ahčin, ekonomistka, davčna strokovnjakinja, direktorica FURS
- Janja Ahčin, zdravnica
- Marjan Ahčin (1903–1988), zdravnik, organizator zdravstva, politik
- Milena Ahčin Jerebič (1927–2019), izseljenska organizatorka, publicistka, urednica Meddobja in zbornika SKA
- Peter Ahčin, Slovenec v Izraelu (energetik, programer)